# 1956 au Nouveau-Brunswick
Chronologie du Nouveau-Brunswick
- 1952
- 1953
- 1954
- 1955
- 1956
- 1957
- 1958
- 1959
- 1960

Cette page concerne des événements d'actualité qui se sont produits durant l'année 1956 dans la province canadienne du Nouveau-Brunswick.

## Événements
- 18 juin : 43e élection générale néo-brunswickoise.

## Naissances
- Nicolas Landry, historien
- 8 mars : Greg Malone, joueur de hockey sur glace
- 10 septembre : Yvon Vautour, joueur de hockey sur glace
- 28 octobre : David Coon, chef du Parti vert du Nouveau-Brunswick et premier député vert à se faire entrée à l'Assemblée législative.

## Décès
- 5 juillet : Pius Michaud, député.
- 15 septembre : Charles Dow Richards, premier ministre du Nouveau-Brunswick.
- 3 octobre : Frederick William Pirie, sénateur.